# Who Put the Bomp (in the Bomp, Bomp, Bomp)
«Who Put the Bomp (in the Bomp, Bomp, Bomp)» es una canción novedad de estilo doo wop de 1961, coescrita con Gerry Goffin y grabada por Barry Mann. La canción fue originalmente lanzada como sencillo en la etiqueta ABC Records (10237). 

## Letra
En esta canción, Mann canta sobre el uso frecuente de las letras sin sentido en la música doo wop, y cómo su chica se enamoró de él después de escuchar varias de esas canciones. 
Ejemplos del tipo de canción al que se hace referencia incluyen la versión de Marcels de «Blue Moon» (en la que cantan "Bomp bomp ba bomp, ba bomp ba bomp bomp" y "dip-de-dip-de-dip") y el "Rama-Lama-Ding-Dong" de Edsels, ambos de los cuales se presentaron a principios del mismo año. La parte hablada es una referencia a la canción «Little Darlin'» de los Diamantes. "Boogidy shoo" se puede encontrar en las letras de «Pony Time» de Chubby Checker, publicadas a principios de ese año. Mann estaba respaldado por The Halos, un grupo doo wop de renombre que tuvo un solo hit con «Nag» y también cantó en el hit de Curtis Lee «Pretty Little Angel Eyes».

## Rendimiento en las listas de popularidad
El sencillo debutó en Billboard 's Hot 100 el 7 de agosto de 1961, y se mantuvo durante doce semanas, alcanzando el número 7. La versión de Mann no apareció en el Reino Unido, aunque una versión de Viscounts llegó al número 21 en septiembre de 1961, y otra versión de Showaddywaddy se ubicó en el número 37 en agosto de 1982.